# Scopula pudens
Scopula pudens là một loài bướm đêm trong họ Geometridae.